# Proclitus attentus
Proclitus attentus är en stekelart som beskrevs av Förster 1871. Proclitus attentus ingår i släktet Proclitus och familjen brokparasitsteklar. Arten är reproducerande i Sverige. Inga underarter finns listade i Catalogue of Life.